# 斯凱德紹弗登山
72°8′S 11°31′E / 72.133°S 11.517°E
斯凱德紹弗登山（英語：Skeidshovden Mountain）是南極洲的山峰，位於東部南極洲的毛德皇后地，屬於沃爾塔特山脈的一部分，海拔高度2,730米，由德國探險隊發現，現時受南極條約體系管理。